# Lake Fryxell
Lake Fryxell  – niewielki antarktyczny zbiornik wodny w Taylor Valley, jednej z dolin McMurdo Dry Valleys, pomiędzy Canada Glacier a Commonwealth Glacier, na Ziemi Wiktorii.

## Nazwa
Nazwa upamiętnia amerykańskiego geologa Fritiofa Fryxella (1900–1986) .

## Geografia
Lake Fryxell leży ok. 8 km od Morza Rossa, na wysokości 18 m n.p.m.  w Taylor Valley, jednej z dolin McMurdo Dry Valleys na Ziemi Wiktorii . Znajduje się pomiędzy Canada Glacier a Commonwealth Glacier . Powstało w depresji morenowej .
Jezioro ma ok. 5 km długości, 1,6 km szerokości i osiąga maksymalną głębokość ok. 19 m. Zasilane jest przez przynajmniej dziewięć strumieni wypływających z Canada Glacier, Commonwealth Glacier i Howard Glacier. Charakteryzuje się obecnością wysp morenowych i płytszych obszarów . Na jednej z wysp znajduje się stacja meteorologiczna .
Jezioro jest pokryte lodem, przy czym w miesiącach letnich przy brzegu tworzy się na ogół pas wody wolny od lodu . Permanentna pokrywa lodowa ma 4–6 m grubości. Poziom wody w jeziorze podniósł się o ok. 2 m w latach 1971–1996 . Górna warstwa wody jest przesycona tlenem, natomiast poniżej 10 m woda staje się beztlenowa i coraz bardziej siarczkowa, co zbiega się ze stopniowym wzrostem zasolenia. Nie ma odpływów powierzchniowych, a jedyną znaną formą utratą wody jest ablacja .
W wodach jeziora stwierdzono występowanie fototroficznych bakterii purpurowych, bakterii siarkowych oraz okrzemek, m.in. Craticula molestiformis czy Hantzschia amphioxys .

## Historia
Jezioro zostało zmapowane przez członków Ekspedycji Terra Nova w latach 1910–1913 pod kierownictwem Roberta Falcona Scotta (1868–1912) . W latach 1957–1958 do jeziora dotarł Troy L. Péwé podczas Operation Deep Freeze U.S.Navy .